# Beautiful Men
Beautiful Men es un cortometraje de animación belga-francés-holandés de 2023, escrito y dirigido por Nicolas Keppens. El 23 de enero de 2025, la película fue nominada a la 97.ª edición de los Premios Óscar en la categoría de Mejor Cortometraje Animado.

## Sinopsis
Tres hermanos viajan a Turquía para someterse a un trasplante de cabello. La película explora sus inseguridades y las tensiones dentro de la dinámica familiar a medida que se acerca el día del trasplante, poniendo a prueba los lazos entre ellos.

## Premios
La película animada de 19 minutos, que aborda la hermandad y las inseguridades, ha sido exhibida y premiada en varios festivales internacionales de cine, incluidos el Festival Internacional de Cine de Animación de Annecy, el Festival Internacional de Animación de Ottawa y el Animation Is Film Festival en Los Ángeles. Fue nominada a la categoría de Mejor Cortometraje Animado en la 97.ª edición de los Premios Óscar.